# Microcottus matuaensis
Microcottus matuaensis är en fiskart som beskrevs av Yoshitaka Yabe och Pietsch 2003. Microcottus matuaensis ingår i släktet Microcottus och familjen simpor. Inga underarter finns listade i Catalogue of Life.